# Puchar CEV siatkarek (2023/2024)
Puchar CEV siatkarek 2023/2024 – 17. sezon turnieju rozgrywanego od 2007 roku, organizowanego przez Europejską Konfederację Piłki Siatkowej (CEV) w ramach europejskich pucharów dla żeńskich klubowych zespołów siatkarskich "starego kontynentu".

## System rozgrywek[1]
Rozgrywki składają się z 5 rund:
- 1/16 finału,
- 1/8 finału,
- ćwierćfinały,
- półfinały,
- finał.

O zwycięstwie w dwumeczu decydowała liczba wygranych meczów. W przypadku remisu (tyle samo punktów na koncie każdej z drużyn), niezależnie od liczby wygranych i przegranych setów, o awansie decydował dodatkowy tzw. złoty set, rozgrywany bezpośrednio po drugim meczu, do 15 punktów.

## Drużyny uczestniczące[2]
| Federacja            | Kluby                        | Miejsce w danej lidze w sezonie 2022/2023 |
| -------------------- | ---------------------------- | ----------------------------------------- |
| Belgia               | VDK Gent Dames               | 2. miejsce                                |
| Belgia               | VC Oudegem                   | 3. miejsce                                |
| Bośnia i Hercegowina | ŽOK Bimal-Jedinstvo Brčko    | 2. miejsce                                |
| Chorwacja            | OK Karlovac                  | 3. miejsce                                |
| Czechy               | VK Šelmy Brno                | 2. miejsce                                |
| Francja              | SF Paris Saint Cloud         | 3. miejsce                                |
| Francja              | Béziers Volley               | 5. miejsce                                |
| Hiszpania            | Sanaya Libby's La Laguna     | 2. miejsce                                |
| Niemcy               | Dresdner SC                  | 3. miejsce                                |
| Niemcy               | SSC Palmberg Schwerin        | 4. miejsce                                |
| Polska               | BKS Bostik ZGO Bielsko-Biała | 4. miejsce                                |
| Polska               | Grupa Azoty Chemik Police    | 5. miejsce                                |
| Portugalia           | AJM FC do Porto              | 1. miejsce                                |
| Serbia               | Železničar Lajkovac          | 3. miejsce                                |
| Serbia               | Crvena Zvezda Belgrad        | 4. miejsce                                |
| Słowenia             | Nova Branik Maribor          | Puchar Słowenii                           |
| Szwajcaria           | Viteos Neuchâtel             | 1. miejsce                                |
| Szwajcaria           | Volley Düdingen              | 2. miejsce                                |
| Turcja               | THY Stambuł                  | 4. miejsce                                |
| Węgry                | Swietelsky Békéscsaba        | 2. miejsce                                |
| Węgry                | Szent Benedek Balatonfüred   | 3. miejsce                                |
| Włochy               | Reale Mutua Fenera Chieri    | 5. miejsce                                |

| Federacja            | Kluby                | Miejsce w danej lidze w sezonie 2022/2023 |
| -------------------- | -------------------- | ----------------------------------------- |
| Bośnia i Hercegowina | OK Gacko             | 1. miejsce                                |
| Chorwacja            | Mladost Zagrzeb      | 1. miejsce                                |
| Czarnogóra           | OK Herceg Novi       | 1. miejsce                                |
| Czechy               | VK Královo Pole Brno | 1. miejsce                                |
| Hiszpania            | CV Gran Canaria      | 1. miejsce                                |
| Izrael               | Hapoel Kefar Sawa    | 1. miejsce                                |

| Federacja | Kluby                  |
| --------- | ---------------------- |
| Francja   | Voléro Le Cannet       |
| Polska    | Grot Budowlani Łódź    |
| Serbia    | Jedinstvo Stara Pazova |
| Węgry     | Vasas Óbuda Budapest   |

## Rozgrywki[3]
Wszystkie godziny według czasu lokalnego.

### 1/16 finału
| Data | Godz. | Drużyna 1                    | Wynik | Drużyna 2                 | 1     | 2     | 3     | 4     | 5     | Złoty set | Widzów | *      |
| --- | ----- | ---------------------------- | ----- | ------------------------- | ----- | ----- | ----- | ----- | ----- | --------- | ------ | ------ |
| 07.11.2023 | 19:00 | Crvena Zvezda Belgrad        | 3:0   | Sanaya Libby's La Laguna  | 25:18 | 25:23 | 25:14 |       |       |           | 200    | raport |
| 15.11.2023 | 19:00 | Crvena Zvezda Belgrad        | 3:2   | Sanaya Libby's La Laguna  | 25:21 | 23:25 | 25:27 | 25:23 | 15:11 | bd        | raport |        |
| 09.11.2023 | 18:00 | Szent Benedek Balatonfüred   | 1:3   | VK Šelmy Brno             | 25:14 | 20:25 | 21:25 | 22:25 |       |           | 150    | raport |
| 14.11.2023 | 18:00 | Szent Benedek Balatonfüred   | 3:2   | VK Šelmy Brno             | 19:25 | 25:18 | 25:20 | 22:25 | 15:13 | 250       | raport |        |
| 09.11.2023 | 20:00 | VC Oudegem                   | 1:3   | AJM FC do Porto           | 20:25 | 20:25 | 25:22 | 22:25 |       |           | 425    | raport |
| 14.11.2023 | 20:00 | VC Oudegem                   | 0:3   | AJM FC do Porto           | 16:25 | 20:25 | 20:25 |       |       | 586       | raport |        |
| 07.11.2023 | 19:00 | ŽOK Bimal-Jedinstvo Brčko    | 0:3   | Béziers Volley            | 16:25 | 17:25 | 17:25 |       |       |           | 400    | raport |
| 15.11.2023 | 20:00 | ŽOK Bimal-Jedinstvo Brčko    | 0:3   | Béziers Volley            | 11:25 | 9:25  | 13:25 |       |       | 1301      | raport |        |
| — | —     | Nova Branik Maribor          | —     | wolny los                 | —     | —     | —     | —     | —     |           | —      | raport |
| — | —     | Nova Branik Maribor          | —     | wolny los                 | —     | —     | —     | —     | —     | —         | raport |        |
| — | —     | Viteos Neuchâtel             | —     | wolny los                 | —     | —     | —     | —     | —     |           | —      | raport |
| — | —     | Viteos Neuchâtel             | —     | wolny los                 | —     | —     | —     | —     | —     | —         | raport |        |
| 08.11.2023 | 19:00 | CV Gran Canaria              | 0:3   | Dresdner SC               | 23:25 | 21:25 | 30:32 |       |       |           | 407    | raport |
| 15.11.2023 | 19:00 | CV Gran Canaria              | 0:3   | Dresdner SC               | 21:25 | 15:25 | 23:25 |       |       | 1963      | raport |        |
| — | —     | SSC Palmberg Schwerin        | —     | wolny los                 | —     | —     | —     | —     | —     |           | —      | raport |
| — | —     | SSC Palmberg Schwerin        | —     | wolny los                 | —     | —     | —     | —     | —     | —         | raport |        |
| 07.11.2023 | 18:00 | VK Královo Pole Brno         | 1:3   | Železničar Lajkovac       | 21:25 | 25:19 | 22:25 | 9:25  |       |           | 230    | raport |
| 15.11.2023 | 19:00 | VK Královo Pole Brno         | 3:2   | Železničar Lajkovac       | 25:20 | 17:25 | 25:12 | 20:25 | 15:13 | 673       | raport |        |
| 07.11.2023 | 20:00 | Volley Düdingen              | 0:3   | Reale Mutua Fenera Chieri | 14:25 | 15:25 | 18:25 |       |       |           | 1000   | raport |
| 14.11.2023 | 20:00 | Volley Düdingen              | 0:3   | Reale Mutua Fenera Chieri | 25:27 | 7:25  | 14:25 |       |       | 2457      | raport |        |
| — | —     | Hapoel Kefar Sawa            | 0:3   | Grupa Azoty Chemik Police | 0:25  | 0:25  | 0:25  |       |       |           | —      | raport |
| 16.11.2023 | 18:00 | Hapoel Kefar Sawa            | 0:3   | Grupa Azoty Chemik Police | 0:25  | 0:25  | 0:25  |       |       | —         | raport |        |
| Hapoel Kefar Sawa wycofała się z rozgrywek wobec decyzji rządu Izraela w związku z trwającym konfliktem zbrojnym. Drużynie Grupa Azoty Chemik Police przyznano walkowery. |       |                              |       |                           |       |       |       |       |       |           |        |        |
| 08.11.2023 | 18:00 | BKS Bostik ZGO Bielsko-Biała | 3:1   | Swietelsky Békéscsaba     | 22:25 | 25:21 | 25:17 | 25:12 |       |           | 1050   | raport |
| 15.11.2023 | 18:00 | BKS Bostik ZGO Bielsko-Biała | 3:0   | Swietelsky Békéscsaba     | 25:21 | 25:19 | 26:24 |       |       | 1000      | raport |        |
| 08.11.2023 | 18:00 | OK Gacko                     | 3:2   | OK Karlovac               | 25:19 | 20:25 | 22:25 | 25:19 | 15:13 |           | 300    | raport |
| 15.11.2023 | 20:00 | OK Gacko                     | 3:2   | OK Karlovac               | 19:25 | 27:25 | 25:21 | 23:25 | 15:8  | 500       | raport |        |
| 09.11.2023 | 20:00 | Mladost Zagrzeb              | 3:2   | VDK Gent Dames            | 25:21 | 18:25 | 25:21 | 20:25 | 15:11 |           | 148    | raport |
| 15.11.2023 | 20:30 | Mladost Zagrzeb              | 3:0   | VDK Gent Dames            | 25:23 | 25:20 | 25:22 |       |       | 325       | raport |        |
| 07.11.2023 | 18:00 | OK Herceg Novi               | 0:3   | SF Paris Saint Cloud      | 14:25 | 16:25 | 18:25 |       |       |           | 600    | raport |
| 15.11.2023 | 20:00 | OK Herceg Novi               | 0:3   | SF Paris Saint Cloud      | 17:25 | 16:25 | 20:25 |       |       | 301       | raport |        |
| — | —     | THY Stambuł                  | —     | wolny los                 | —     | —     | —     | —     | —     |           | —      | raport |
| — | —     | THY Stambuł                  | —     | wolny los                 | —     | —     | —     | —     | —     | —         | raport |        |
| Po lewej gospodarz pierwszego meczu. |       |                              |       |                           |       |       |       |       |       |           |        |        |

### 1/8 finału
| Data                                 | Godz. | Drużyna 1                 | Wynik | Drużyna 2                    | 1     | 2     | 3     | 4     | 5     | Złoty set | Widzów | *      |
| ------------------------------------ | ----- | ------------------------- | ----- | ---------------------------- | ----- | ----- | ----- | ----- | ----- | --------- | ------ | ------ |
| 28.11.2023                           | 18:00 | Crvena Zvezda Belgrad     | 3:1   | VK Šelmy Brno                | 20:25 | 26:24 | 25:20 | 25:21 |       |           | 500    | raport |
| 05.12.2023                           | 18:00 | Crvena Zvezda Belgrad     | 3:2   | VK Šelmy Brno                | 25:16 | 22:25 | 23:25 | 25:11 | 15:9  | 111       | raport |        |
| 28.11.2023                           | 18:00 | AJM FC do Porto           | 3:2   | Béziers Volley               | 20:25 | 25:23 | 28:26 | 20:25 | 15:12 |           | 406    | raport |
| 05.12.2023                           | 20:00 | AJM FC do Porto           | 1:3   | Béziers Volley               | 25:23 | 23:25 | 24:26 | 21:25 |       | 1850      | raport |        |
| 29.11.2023                           | 19:00 | Nova Branik Maribor       | 1:3   | Viteos Neuchâtel             | 27:29 | 20:25 | 25:14 | 19:25 |       |           | 400    | raport |
| 07.12.2023                           | 19:00 | Nova Branik Maribor       | 2:3   | Viteos Neuchâtel             | 17:25 | 12:25 | 25:21 | 25:16 | 10:15 | 1310      | raport |        |
| 29.11.2023                           | 19:00 | Dresdner SC               | 3:0   | SSC Palmberg Schwerin        | 30:28 | 25:23 | 25:22 |       |       |           | 1778   | raport |
| 05.12.2023                           | 18:00 | Dresdner SC               | 3:1   | SSC Palmberg Schwerin        | 16:25 | 25:22 | 25:21 | 25:20 |       | 1350      | raport |        |
| 29.11.2023                           | 19:00 | Železničar Lajkovac       | 0:3   | Reale Mutua Fenera Chieri    | 11:25 | 12:25 | 13:25 |       |       |           | 550    | raport |
| 07.12.2023                           | 20:00 | Železničar Lajkovac       | 0:3   | Reale Mutua Fenera Chieri    | 19:25 | 17:25 | 19:25 |       |       | 2313      | raport |        |
| 29.11.2023                           | 18:00 | Grupa Azoty Chemik Police | 3:0   | BKS Bostik ZGO Bielsko-Biała | 25:23 | 25:13 | 25:19 |       |       |           | 1240   | raport |
| 07.12.2023                           | 18:00 | Grupa Azoty Chemik Police | 3:1   | BKS Bostik ZGO Bielsko-Biała | 16:25 | 25:20 | 25:18 | 25:23 |       | 750       | raport |        |
| 29.11.2023                           | 18:00 | OK Gacko                  | 0:3   | Mladost Zagrzeb              | 19:25 | 10:25 | 16:25 |       |       |           | 500    | raport |
| 05.12.2023                           | 19:00 | OK Gacko                  | 0:3   | Mladost Zagrzeb              | 14:25 | 15:25 | 23:25 |       |       | 75        | raport |        |
| 28.11.2023                           | 20:00 | SF Paris Saint Cloud      | 3:2   | THY Stambuł                  | 21:25 | 25:16 | 16:25 | 25:21 | 15:13 |           | 600    | raport |
| 05.12.2023                           | 15:30 | SF Paris Saint Cloud      | 3:2   | THY Stambuł                  | 25:20 | 12:25 | 25:23 | 21:25 | 15:12 | 350       | raport |        |
| Po lewej gospodarz pierwszego meczu. |       |                           |       |                              |       |       |       |       |       |           |        |        |

### Runda play-off
| Data                                 | Godz. | Drużyna 1                 | Wynik | Drużyna 2                 | 1     | 2     | 3     | 4     | 5     | Złoty set | Widzów | *      |
| ------------------------------------ | ----- | ------------------------- | ----- | ------------------------- | ----- | ----- | ----- | ----- | ----- | --------- | ------ | ------ |
| 11.01.2024                           | 18:00 | Crvena Zvezda Belgrad     | 3:2   | Béziers Volley            | 15:25 | 25:27 | 25:19 | 25:20 | 15:13 |           | 300    | raport |
| 16.01.2024                           | 19:30 | Crvena Zvezda Belgrad     | 0:3   | Béziers Volley            | 21:25 | 22:25 | 18:25 |       |       | 2009      | raport |        |
| 10.01.2024                           | 19:30 | Viteos Neuchâtel          | 2:3   | Dresdner SC               | 25:21 | 20:25 | 25:18 | 18:25 | 11:15 |           | 1390   | raport |
| 17.01.2024                           | 19:00 | Viteos Neuchâtel          | 3:1   | Dresdner SC               | 25:20 | 13:25 | 25:18 | 25:22 |       | 1780      | raport |        |
| 10.01.2024                           | 20:00 | Reale Mutua Fenera Chieri | 3:1   | Grupa Azoty Chemik Police | 25:19 | 16:25 | 25:20 | 25:19 |       |           | 1838   | raport |
| 18.01.2024                           | 18:00 | Reale Mutua Fenera Chieri | 3:2   | Grupa Azoty Chemik Police | 25:20 | 25:21 | 20:25 | 33:35 | 15:13 | 2277      | raport |        |
| 09.01.2024                           | 19:00 | Mladost Zagrzeb           | 0:3   | SF Paris Saint Cloud      | 21:25 | 19:25 | 23:25 |       |       |           | 180    | raport |
| 16.01.2024                           | 20:00 | Mladost Zagrzeb           | 0:3   | SF Paris Saint Cloud      | 15:25 | 24:26 | 22:25 |       |       | 277       | raport |        |
| Po lewej gospodarz pierwszego meczu. |       |                           |       |                           |       |       |       |       |       |           |        |        |

### Ćwierćfinały
| Data                                 | Godz. | Drużyna 1              | Wynik | Drużyna 2                 | 1     | 2     | 3     | 4     | 5     | Złoty set | Widzów | *      |
| ------------------------------------ | ----- | ---------------------- | ----- | ------------------------- | ----- | ----- | ----- | ----- | ----- | --------- | ------ | ------ |
| 31.01.2024                           | 18:00 | Grot Budowlani Łódź    | 3:1   | Béziers Volley            | 20:25 | 25:21 | 25:20 | 25:23 |       |           | 575    | raport |
| 06.02.2024                           | 19:30 | Grot Budowlani Łódź    | 3:2   | Béziers Volley            | 25:21 | 25:16 | 23:25 | 20:25 | 15:11 | 2012      | raport |        |
| 30.01.2024                           | 19:00 | Jedinstvo Stara Pazova | 3:1   | Viteos Neuchâtel          | 25:27 | 25:23 | 25:20 | 25:20 |       | 13:15     | 1000   | raport |
| 07.02.2024                           | 19:30 | Jedinstvo Stara Pazova | 1:3   | Viteos Neuchâtel          | 23:25 | 25:20 | 19:25 | 18:25 |       | 13:15     | 1600   | raport |
| 31.01.2024                           | 20:00 | Voléro Le Cannet       | 2:3   | Reale Mutua Fenera Chieri | 25:22 | 25:18 | 23:25 | 20:25 | 13:15 |           | 1327   | raport |
| 07.02.2024                           | 20:00 | Voléro Le Cannet       | 2:3   | Reale Mutua Fenera Chieri | 10:25 | 25:19 | 19:25 | 25:20 | 19:21 | 1470      | raport |        |
| 30.01.2024                           | 19:00 | Vasas Óbuda Budapest   | 1:3   | SF Paris Saint Cloud      | 25:14 | 20:25 | 19:25 | 20:25 |       |           | 750    | raport |
| 07.02.2024                           | 20:00 | Vasas Óbuda Budapest   | 2:3   | SF Paris Saint Cloud      | 25:23 | 15:25 | 22:25 | 25:21 | 13:15 | 752       | raport |        |
| Po lewej gospodarz pierwszego meczu. |       |                        |       |                           |       |       |       |       |       |           |        |        |

### Półfinały
| Data                                 | Godz. | Drużyna 1                 | Wynik | Drużyna 2            | 1     | 2     | 3     | 4     | 5     | Złoty set | Widzów | *      |
| ------------------------------------ | ----- | ------------------------- | ----- | -------------------- | ----- | ----- | ----- | ----- | ----- | --------- | ------ | ------ |
| 21.02.2024                           | 17:30 | Grot Budowlani Łódź       | 1:3   | Viteos Neuchâtel     | 25:17 | 21:25 | 26:28 | 22:25 |       | 13:15     | 1800   | raport |
| 27.02.2024                           | 19:00 | Grot Budowlani Łódź       | 3:1   | Viteos Neuchâtel     | 25:21 | 25:21 | 17:25 | 25:23 |       | 13:15     | 2000   | raport |
| 21.02.2024                           | 20:00 | Reale Mutua Fenera Chieri | 3:2   | SF Paris Saint Cloud | 20:25 | 25:17 | 23:25 | 25:15 | 15:13 |           | 3086   | raport |
| 28.02.2024                           | 20:00 | Reale Mutua Fenera Chieri | 3:0   | SF Paris Saint Cloud | 25:22 | 25:23 | 25:23 |       |       | 1578      | raport |        |
| Po lewej gospodarz pierwszego meczu. |       |                           |       |                      |       |       |       |       |       |           |        |        |

### Finał
| Data                                 | Godz. | Drużyna 1        | Wynik | Drużyna 2                 | 1     | 2     | 3     | 4     | 5 | Złoty set | Widzów | *      |
| ------------------------------------ | ----- | ---------------- | ----- | ------------------------- | ----- | ----- | ----- | ----- | - | --------- | ------ | ------ |
| 13.03.2024                           | 19:00 | Viteos Neuchâtel | 0:3   | Reale Mutua Fenera Chieri | 23:25 | 13:25 | 24:26 |       |   |           | 2000   | raport |
| 20.03.2024                           | 20:45 | Viteos Neuchâtel | 1:3   | Reale Mutua Fenera Chieri | 9:25  | 20:25 | 25:20 | 13:25 |   | 3971      | raport |        |
| Po lewej gospodarz pierwszego meczu. |       |                  |       |                           |       |       |       |       |   |           |        |        |